# Ronda de la Comunicación (metrostation)
Ronda de la Comunicación is een metrostation in het stadsdeel Fuencarral-El Pardo van de Spaanse hoofdstad Madrid. Het station werd geopend op 26 april 2007 en wordt bediend door lijn 10 van de metro van Madrid.
Het station is gelegen onder de noordelijke vleugel van Distrito Telefónica, het kantorencomplex waar sinds de opening in 2008 de 14.000 werknemers van het hoofdkwartier van het telecommunicatiebedrijf Telefónica werken.
Het station was oorspronkelijk niet voorzien op het traject van het MetroNorte-project dat lijn 10 verlengde naar de gemeenten ten noorden van Madrid. Het was Telefónica die de bouwkosten van dit extra metrostation volledig financierde zodat de werknemers van het bedrijf makkelijk het complex konden bereiken met openbaar vervoer.